# Abalistes stellatus
Il pesce balestra stellato (Abalistes stellatus (Bloch & Schneider, 1801)), conosciuto comunemente anche come pesce balestra dalla coda piatta, o pesce pollo, è un pesce d'acqua salata appartenente alla famiglia Balistidae; è l'unico rappresentante del genere Abalistes Bloch & Schneider, 1801.

## Distribuzione e habitat
Questa specie è diffusa nell'Indo-Pacifico occidentale fino al Mar Rosso e all'Africa orientale, dove frequenta fondali di sabbia limosa, barriere coralline e acque fangose.

## Descrizione
A. stellaris presenta una conformazione fisica caratteristica come le altre specie della famiglia Balitoridae: la coda è dorsoventrale e appare molto sottile vista di profilo. Presenta un solco profondo nella parte anteriore dell'occhio. La livrea ha come colore di fondo un grigio con macchie verde oliva e alcune macchie bianche lungo la scura fascia spinale. 

Raggiunge una lunghezza massima di 60 cm.

## Alimentazione
Questa specie ha dieta carnivora: si nutre di crostacei, molluschi, pesci ossei.

## Studi
Il DNA mitocondriale è stato sequenziato presso l'Università di Tokyo, in Giappone.

## Pesca
È oggetto di pesca a scopi alimentari: la sua carne è consumata cotta oppure essiccata.

## Acquariofilia
Questa specie è allevata da allevatori appassionati.